# La Repubblica
|  | Per a altres significats, vegeu «República (desambiguació)». |

la Repubblica és un diari italià, amb seu a Roma, pertanyent al Gruppo editoriale L'Espresso.
El 2007 és el segon diari d'Itàlia per difusió amb 617.910 exemplars de mitjana diària (dades Ads-Accertamento diffusione stampa – i mitjana mòbil agost 2006-juliol 2007) darrere del Corriere della Sera (672.801). És també al segon lloc en nombre de lectors, certificats en 2.944.000; precedida per La Gazzetta dello Sport i seguit per Corriere della Sera (que se situa en 2.615.000 lectors).
L'any 2003 fou guardonat amb el Premi Antonio Asensio de Periodisme.

## Història
El diari apareix per primera vegada el 14 de gener de 1976 dirigit per Eugenio Scalfari, director del setmanari L'Espresso. Al final de l'any, el diari aconsegueix editar 100.000 exemplars i el 1979 més de 180.000.
El 1981, un escàndol explota al Corriere della Sera, que porta la Repubblica a augmentar el seu nombre de lectors i a prendre al Corriere algunes firmes prestigioses entre els quals Enzo Biagi (cèlebre periodista, redactor en cap del setmanari Epoca després director del Resto del Carlino  que va transformar en un diari nacional, i sobretot és creador de Fatto que tracta els principals fets del dia).
El 1986 s'introdueix un suplement financer «Affari e Finanza».
Al final dels anys 80, el diari obté un important suport financer de Carlo De Benedetti, l'editor italià. Aquest principal accionista barra el pas a Silvio Berlusconi i durant dos anys es disputaran l'editorial Mondadori. Acaben trobant un acord i es reparteixen els diaris : De Benedetti obté la Repubblica , L'Espresso , i els diaris regionals i Berlusconi obté la Mondadori.
El 10 de gener de 1994 comença a sortir el Lunedi di Repubblica , l'edició reduïda del dilluns. La notorietat del diari augmenta regularment des dels anys 90 i sobretot des del seu paper de segon diari nacional.
El 1995, a més a més de la introducció de dos suplements «Musica,Rock&Altro» (música) i « Salute » (salut), és l'any de la revolució gràfica. En efecte, s'introdueixen els colors a primera pàgina i en la publicitat.
El 1996, el diari canvia de director: Eugenio Scalfari se substituït per Ezio Mauro. El mateix any, surt un setmanari consagrat a les dones i amb motiu de les eleccions polítiques neix Repubblica.it, l'edició en línia del diari que s'assenta sent el principal lloc web d'informacions italianes amb més de 9.400.000 usuaris.
El novembre de 2004 surt La Domenica di Repubblica  (el diumenge de la Repubblica) que conté una vintena de pàgines d'actualitat, espectacles, de l'estil de vida i del temps lliure. Aquest suplement s'inspira en les edicions dominicals dels principals diaris anglosaxons. El setembre de 2007, el diari ha estat actualitzat des d'un punt de vista gràfic i de la paginació: una secció anomenada R² conté enquestes sobre els temes principals de l'actualitat.
Aquest diari pot ser considerat com a prop de les polítiques de centreesquerra (Partit Democràtic de l'Esquerra).

## Rubriques
La notte dei gufifirma que surt el dilluns. Tracta de l'alta finança, de l'economia i de la política.
L'amacaMichele Serra, periodista, comenta un fet del dia amb una punta d'ironia.
Bonsaïrúbrica quotidiana de Sebastiano Messina, periodista, que amb ironia comenta els esdeveniments recents de la política.
Carta Cantasobre Repubblica.it, Marco Travaglio posa en confrontació les antigues i noves declaracions de les persones polítiques per tal d'ensenyar les seves incoherències.

## Suplements
- Il Venerdì
- Affari&Finanza
- Metropoli
- D - La repubblica delle Donne
- Velvet
- XL
- Viaggi
- Salute

## Directiva
El diari ha tingut dos directors al llarg de la seva història:
- 1976-1996: Eugenio Scalfari
- 1996-: Ezio Mauro

Actualment Mauro Bene, Gregorio Botta, Dario Cresto-Dina, Massimo Giannini, Angelo Rinaldi en són vicedirectors i Angelo Aquaro n'és el redactor en cap.

## Edicions locals
Hi ha edicions locals a Bari, Bolonya, Florència, Gènova, Milà, Palerm, Nàpols, Torí i Roma.

## Difusió
| Any                                   | Mitjana còpies diàries venudes |
| ------------------------------------- | ------------------------------ |
| 2006                                  | 588.275                        |
| 2005                                  | 587.268                        |
| 2004                                  | 586.419                        |
| 2003                                  | 581.102                        |
| 2002                                  | 579.269                        |
| 2001                                  | 574.717                        |
| 2000                                  | 566.811                        |
| 1999                                  | 562.494                        |
| 1998                                  | 562.857                        |
| 1997                                  | 594.213                        |
| 1996                                  | 575.447                        |
| Dades: Accertamenti Diffusione Stampa |                                |